# 이 소년의 삶
《이 소년의 삶》(영어: This Boy's Life, 화면 표시 제목은 영어: This Boy's Life: A True Story)은 1993년에 개봉한 미국의 전기 성장 드라마 영화이다. 미국 작가 터바이어스 울프가 쓴 동명 회고록을 기반으로 로버트 게철이 각본을 쓰고 마이클 케이턴존스가 감독하였다. 이 영화에는 로버트 드니로, 엘런 바킨, 리어나도 디캐프리오, 크리스 쿠퍼, 칼라 구지노, 일라이자 두슈쿠, 토비 매과이어 등이 출연하였다.

## 출연진
- 로버트 드니로 - 드와이트 핸슨 역
- 리어나도 디캐프리오 - 터바이어스 “토비” 울프 역
- 엘런 바킨 - 캐럴라인 울프 핸슨 역
- 조나 블레크먼 - 아서 게일 역
- 일라이자 두슈쿠 - 펄 핸슨 역
- 크리스 쿠퍼 - 로이 역
- 칼라 구지노 - 노마 핸슨 역
- 잭 앤즐리 - 스키퍼 핸슨 역
- 트레이시 엘리스 - 캐시 역
- 캐시 키니 - 메리언 역
- 토비 매과이어 - 척 볼저 역
- 마이클 버콜 - 테리 타일러 역
- 게릿 그레이엄 - 하워드 씨 역
- 숀 머리 - 지미 보히스 역
- 리 윌코프 - 스키피 교장
- 빌 다우 - 부교장 역
- 젠 테일러 - 오라일리 보안관보 역
- 디애나 밀리건, 모건 브레이턴 - 실버 자매 역